# 洛纳瓦拉
洛纳瓦拉（Lonavala），是印度马哈拉施特拉邦浦那县的一个城镇。总人口55650（2001年）。

## 人口
该地2001年总人口55650人，其中男性30204人，女性25446人；0—6岁人口6344人，其中男3291人，女3053人；识字率75.15%，其中男性为80.54%，女性为68.75%。